# Красиці (Сілезьке воєводство)
Красиці (пол. Krasice) — село в Польщі, у гміні Мстув Ченстоховського повіту Сілезького воєводства.
Населення — 662 особи (2011).
У 1975-1998 роках село належало до Ченстоховського воєводства.

## Демографія
Демографічна структура станом на 31 березня 2011 року:
|          | Загалом | Допрацездатний вік | Працездатний вік | Постпрацездатний вік |
| -------- | ------- | ------------------ | ---------------- | -------------------- |
| Чоловіки | 322     | 69                 | 215              | 38                   |
| Жінки    | 340     | 64                 | 179              | 97                   |
| Разом    | 662     | 133                | 394              | 135                  |